# Alphonse Boog
Alphonse Boog,  né le 29 mars 1872 à Battenheim (Haut-Rhin) et décédé à Riedisheim (Haut-Rhin) le 11 novembre 1949, est un éducateur, compositeur et historien alsacien. 

## Biographie
Son père, Maximilien Boog, pratiquait le métier de tisserand à Riedisheim, tout en consacrant l'essentiel de son temps libre à la musique. Cette passion de la musique est transmise dès le plus jeune age à son fils Alphonse qui démontre une excellente oreille. Relayé par son instituteur Monsieur Musslin l'apprentissage de la musique allait rapidement devenir la raison d'être d'Alphonse Boog qui entre à 6 ans dans la chorale paroissiale Sainte-Affre et y prend ses premières leçons d'orgue à 12 ans. Il devient ainsi organiste-adjoint de la paroisse Sainte-Affre, l'église de la commune.
Parallèlement Alphonse Boog poursuit des études à l’École normale d'instituteurs de Colmar. il est alors nommé instituteur à Rixheim, à 6 kilomètres de sa commune natale. Quelques années plus tard il obtient un congé et poursuit des études musicales au conservatoire de Strasbourg entre 1894 et 1896. Il y suit notamment des cours d'orgue, de piano, de violon, de chant sacré,  d'harmonie, de liturgie et de contrepoint.
À l'issue de cette formation musicale, il reprendra alors son service de maître d'école, et son activité d'organiste et de secrétaire de mairie dans plusieurs communes avoisinantes (Ottmarsheim, Dietwiller et Waltenheim dans le Haut-Rhin).
Alphonse Boog succédera à Joseph Miesch comme directeur de l'école de garçons de Riedisheim en 1914 et y restera en fonction jusqu'à sa retraite en 1935.
Alphonse Boog a toujours démontré un soin particulier à l'exécution exacte du chant grégorien. Il lui consacre une grande partie de ses compositions ainsi qu'à la musique sacrée plus généralement. Alphonse Boog qui a écrit 56 œuvres musicales, aura également laissé de nombreuses compositions pour chœurs d'hommes à caractère profane.
Alphonse Boog exerce également une activité d'historien local : il publie en 1938 Heimatkunde des Dorfes Riedisheim.